# 21477 Terikdaly
21477 Terikdaly è un asteroide della fascia principale. Scoperto nel 1998, presenta un'orbita caratterizzata da un semiasse maggiore pari a 2,5563939 UA e da un'eccentricità di 0,1261452, inclinata di 11,55384° rispetto all'eclittica.